# Уравнение Гамильтона — Якоби — Беллмана
Уравнение Гамильтона — Якоби — Беллмана — дифференциальное уравнение в частных производных, играющее центральную роль в теории оптимального управления. Решением уравнения является функция значения (англ. value function), которая даёт оптимальное значение для управляемой динамической системы с заданной функцией цены.
Если уравнения Гамильтона — Якоби — Беллмана решаются в какой-то части пространства, они играют роль необходимого условия; при решении во всём пространстве они также становятся достаточным условием для оптимального решения. Методика может быть также применена к стохастическим системам.
Классические вариационные задачи (например, задача о брахистохроне) могут быть решены с использованием этого метода.
Уравнение является результатом развития теории динамического программирования, первопроходцем которой является Ричард Беллман и его сотрудники.
Соответствующее уравнение с дискретным временем называется просто уравнением Беллмана. При рассмотрении задачи с непрерывным временем полученные уравнения могут рассматриваться как продолжение более ранних работ в области теоретической физики, связанных с уравнением Гамильтона — Якоби.

## Задачи оптимального управления
Рассмотрим следующую задачу оптимального управления на промежутке времени {\displaystyle [0,T]}:
{\displaystyle V=\min _{u}\left\{\int \limits _{0}^{T}C[x(t),u(t)]\,dt+D[x(T)]\right\},}
где С и D — функции стоимости, определяющие соответственно интегральную и терминальную часть функционала. x(t) — вектор, определяющий состояние системы в каждый момент времени. Его начальное значение x(0) считается известным. Вектор управления u(t) следует выбрать таким образом, чтобы добиться минимизации значения V.
Эволюция системы под действием управления u(t) описывается следующим образом:
{\displaystyle {\dot {x}}(t)=F[x(t),u(t)].}

## Уравнение в частных производных
Для такой простой динамической системы, уравнения Гамильтона — Якоби — Беллмана принимают следующий вид:
{\displaystyle {\dot {V}}(x,t)+\min _{u}\left\{\nabla V(x,t)\cdot F(x,u)+C(x,u)\right\}=0}
(под {\displaystyle a\cdot b} подразумевается скалярное произведение) и задаются значением в конечный момент времени T:
{\displaystyle V(x,T)=D(x).}
Неизвестная в этом уравнении — беллмановская «функция значения» V(x, t), которая отвечает максимальной цене, которую можно получить, ведя систему из состояния (x, t) оптимальным образом до момента времени T. Соответственно, интересующая нас оптимальная стоимость — значение V = V(x(0), 0).

## Вывод уравнения
Продемонстрируем интуитивные рассуждения, которые приводят к этому уравнению.
Пусть {\displaystyle V{\big (}x(t),t{\big )}} — функция значения, тогда рассмотрим переход от момента времени t к моменту t + dt в соответствии с принципом Беллмана:
{\displaystyle V{\big (}x(t),t{\big )}=\min _{u}\left\{C{\big (}x(t+dt),u(t+dt){\big )}\,dt+V{\big (}x(t+dt),t+dt{\big )}\right\}.}
Разложим последнее слагаемое по Тейлору:
{\displaystyle V{\big (}x(t+dt),t+dt{\big )}=V{\big (}x(t),t{\big )}+{\dot {V}}{\big (}x(t),t{\big )}\,dt+\nabla V{\big (}x(t),t{\big )}\cdot {\dot {x}}(t)\,dt+o(dt^{2}).}
Осталось перенести V(x, t) влево, поделить на dt и перейти к пределу.